# Mustafa Birden
Mustafa Birden (* 1. Juni 1946 in Kırıkkale) ist ein türkischer Jurist und seit 2008 Präsident des Staatsrats.

## Laufbahn
Birden schloss 1968 sein rechtswissenschaftliches Studium an der Universität Ankara ab. Während er als Berichterstatter beim „Verband für Maschinenbau und Chemische Industrie“ (Makina ve Kimya Endüstrisi Kurumu, MKEK) arbeitete, wurde er am 31. Mai 1971 zum Gehilfen am türkischen Staatsrat berufen.
Danach folgte die Präsidentschaft an den Verwaltungsgerichten Istanbul und Ankara. Am 21. Dezember 1994 wurde er zum Mitglied des Staatsrats gewählt und war zugleich ordentliches Mitglied am Kompetenzkonfliktgericht. Am 7. März 2002 folgte die Wahl zum Präsidenten der zweiten Kammer des Staatsrats und am 28. Mai 2008 die Wahl zum Präsidenten des Staatsrats.

## Anschlag
Am 17. Mai 2006 schoss der Anwalt Alparslan Arslan im Gerichtssaal der zweiten Kammer fünf Richter nieder. Der erste Schuss, den Arslan abgab, traf Mustafa Birden. Dieser wurde an Leber und Milz verletzt, konnte aber erfolgreich operiert werden. Es stellte sich heraus, dass Birden vorher Morddrohungen erhalten hatte.

## Privates
Birden ist verheiratet und Vater von zwei Kindern.